# Edvin Sagström
Gottfrid Edvin Sagström, född 22 februari 1889 i Torstuna församling, Västmanlands län, död 5 februari 1956 i Västerås, var en svensk motorcykelförare. Han var en av Sveriges skickligaste förare i tillförlitlighetstävlingar. 
Sagström, som var verksam som köpman i Västerås, tävlade uteslutande i soloklassen. Han blev prickfri i Midvintertävlingen 1926 (på Husqvarna) och 1928–1930 (Super X). I Novembertävlingen blev han prickfri 1921 (Excelsior), 1926 (Husqvarna) och 1928 (Super X). Är 1925 var han (på Husqvarna) den ende som fullföljde, och 1929 och 1930 var han medlem av de segrande nationslagen mot Finland. År 1936 erövrade han för alltid den 1934 uppsatta Novemberkåsan genom segrar 1934 (Rudge) och 1936 (DKW) samt prickfri körning 1935 (DKW). Han blev prickfri i Majtävlingen 1926 och 1927 (Husqvarna) samt 1928 och 1930 (Super X) och erövrade 1929 i denna tävling Svenska Motorklubbens vandringspris för alltid. Han segrade i tävlingen om Shellkannan 1934 (Rudge) och 1936 (DKW) samt i Västmanland runt 1937 (DKW), i vilken tävling han även blev prickfri 1932, 1933 (Rex) och 1938 (DKW). I Finland vann han Päijänne runt 1930 (Super X) och 1932 (Rex). Sagström är gravsatt på Hovdestalunds kyrkogård i Västerås.